# Daiki Iwamasa
Daiki Iwamasa (岩政 大樹, Iwamasa Daiki, Yamaguchi, 30 januari 1982) is een Japans voormalig voetballer die als verdediger speelde.

## Clubcarrière
Iwamasa tekende in 2004 bij Kashima Antlers.

## Japans voetbalelftal
Iwamasa debuteerde in 2009 in het Japans nationaal elftal en speelde 8 interlands.

## Statistieken
| Japans voetbalelftal | Japans voetbalelftal | Japans voetbalelftal |
| Jaar                 | Wed.                 | Dlp.                 |
| -------------------- | -------------------- | -------------------- |
| 2009                 | 1                    | 0                    |
| 2010                 | 3                    | 0                    |
| 2011                 | 4                    | 0                    |
| Totaal               | 8                    | 0                    |